# Чернушенко Людмила Григорівна
Людмила Григорівна Чернушенко (нар. 1959) — українська радянська діячка, прядильниця Херсонського бавовняного комбінату. Депутат Верховної Ради УРСР 11-го скликання.

## Біографія
Освіта середня.
З 1978 року — прядильниця Херсонського бавовняного комбінату імені XXVI з'їзду КПРС.
Потім — на пенсії в місті Херсоні Херсонської області.

## Нагороди
- ордени
- медалі